# Johann Hermann
Johann, eller Jean, Hermann, eller Herrmann (født 31. december 1738, død 4. oktober 1800) var en fransk læge og naturforsker.
I 1769 blev han udnævnt til professor i medicin ved School of Public Health i Strasbourg, og i 1778, professor i filosofi, i 1784, overtog han Jacob Reinbold Spielmann post som formand for kemi, naturhistorie og materia medica. I 1794 blev han professor i botanik og materia medica i den nye skole af medicin.
Han var forfatter til Tabula affinitatum animalium  (1783) og Observationes zoologicae quibus novae complures, udgivet posthumt i 1804.
Hans zoologiske samling, herunder 200 pattedyr, 900 fugle, mere end 200 krybdyr, mange fisk, hvirvelløse dyr og tørrede planter og bibliotek med 18.000 bind dannede grundlag for Musée zoologique de la ville de Strasbourg, hvor en rekonstruktion af hans naturhistoriske kabinet blev åbnet i 1988.
Hermann var også ansvarlig for Strasbourg botaniskehave, haven blev truet med lukning af den kommunale administration under den franske revolution, og blev kun reddet af indsatsen fra Hermann.
Hans søn, Jean-Frédéric Hermann (1768-1793), vil følge i hans fodspor, både inden for medicin og i naturhistorie, indtil hans alt for tidlige død i løbet af de revolutionære krige sætte en stopper for hans ambitioner.
Hermann navn overlever gennem Hermanns skildpadde.
Autornavnet Herrm kan bruges for Johann Hermann sammen med et videnskabeligt artsnavn inden for botanikken. (Wikipedia-artikler der bruger autornavnet)